# HMS Suffolk (55)
HMS Suffolk byl těžký křižník sloužící v Royal Navy v období druhé světové války. Byl jednou ze sedmi lodí třídy Kent, která byla první skupinou třináctičlenné třídy County.
V letech 1924–1928 ho postavila loděnice Portsmouth Dockyard v Portsmouthu. Později byl Suffolk modernizován s důrazem na zlepšení pancéřové ochrany. Nově instalovaný boční pancéřový pás měl sílu 114 mm. Loď byla dále vybavena katapultem a hangárem (katapult byl odstraněn v roce 1942). Během války byla naopak posilována protiletadlová výzbroj a čtyři 102mm kanóny nahradily dva dvouhlavňové komplety stejné ráže.
V dubnu 1940 se Suffolk účastnil norské kampaně. Znám je však zejména díky účasti na pronásledování německé bitevní lodi Bismarck. Těžké křižníky Suffolk a Norfolk tuto loď jako první objevily a díky radaru na palubě Suffolku ji z bezpečné vzdálenosti sledovaly, což vedlo k bitvě v Dánském průlivu a následně i k potopení Bismarcku.
Až do konce roku 1942 Suffolk operoval s Domácím loďstvem a po modernizaci byl odeslán do Indického oceánu, kde zůstal až do konce války. Krátce po válce byl vyřazen a v roce 1948 sešrotován.